# شراب گلی

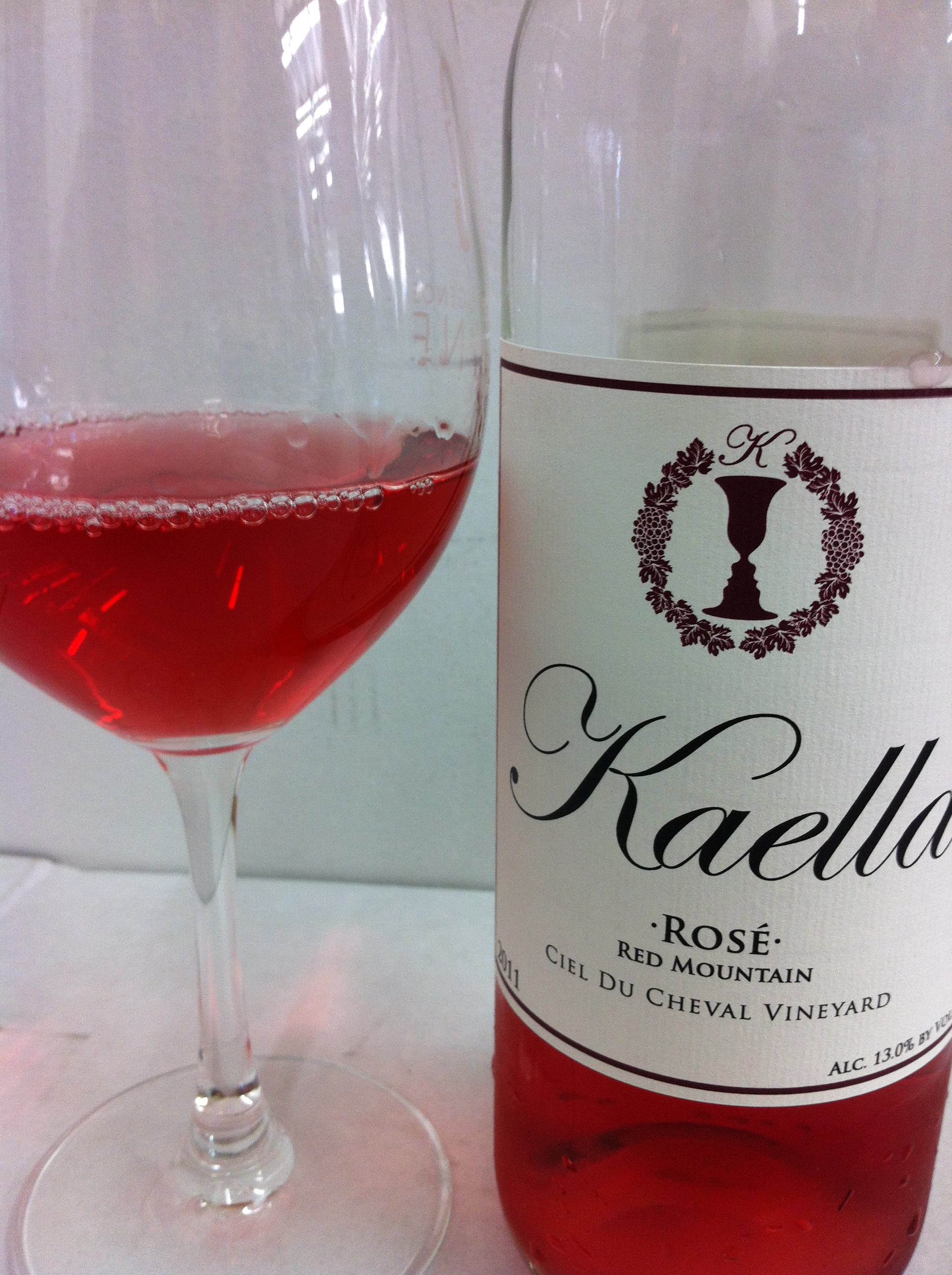
یک بطری شراب گلی و جام آن

شراب گُلی، بلاش یا رُزه (با گویش فرانسوی لو وَن رُزه (Le vin rosé)، نوعی شراب است که برای تهیه آن پوست انگور را کمی پس از شروع تخمیر از آب انگور جدا می‌کنند. حاصل این کار شرابی است که رنگ گُل رُزی و مایل به صورتی دارد. گاه این شراب را با مخلوط کردن شراب قرمز و شراب سفید درست می‌کنند.
'شراب گُلی نوعی شراب است که رنگ صورتی آن از تماس کوتاه‌مدت پوست انگورهای سیاه با آب‌میوه به‌دست می‌آید، اما این تماس آن‌قدر طولانی نیست که شراب قرمز محسوب شود. این نوع شراب شاید یکی از کهن‌ترین گونه‌های شراب باشد، زیرا با روش ساده‌ای به نام تماس با پوست (maceration) تولید می‌شود. رنگ شراب گُلی می‌تواند از صورتی بسیار روشن (مانند پوست پیاز) تا صورتی پررنگ یا ارغوانی متغیر باشد، که به نوع انگور و شیوهٔ ساخت بستگی دارد. معمولاً در زبان‌های فرانسوی، پرتغالی و انگلیسی به آن «rosé»، در اسپانیایی «rosado» و در ایتالیایی «rosato» می‌گویند.
سه روش اصلی برای ساخت شراب گلی وجود دارد: تماس با پوست، روش «سِنیه» (Saignée)، و مخلوط‌سازی. این شراب‌ها می‌توانند بی‌گاز، کمی گازدار یا کاملاً گازدار باشند و در بازه‌ای گسترده از شیرینی، از شراب‌های کاملاً خشک تا گونه‌های شیرینی مانند وایت زینفاندل ساخته شوند. برای ساخت این شراب از انواع مختلفی از انگورها استفاده می‌شود و در نقاط گوناگون جهان تولید می‌گردد.
وقتی هدف اصلی، تولید شراب گلی باشد، از روش تماس با پوست استفاده می‌شود؛ به این صورت که انگورهای سیاه را له می‌کنند و پوست آن‌ها برای مدت کوتاهی (معمولاً بین ۲ تا ۲۰ ساعت) با آب‌میوه تماس پیدا می‌کند. سپس تفاله‌ها جدا می‌شوند و آب‌میوه برای تخمیر باقی می‌ماند. هرچه مدت تماس پوست با آب‌میوه بیشتر باشد، رنگ شراب نهایی پررنگ‌تر می‌شود.
در روش «سِنیه»، برای افزایش غلظت شراب قرمز، مقداری از آب‌میوهٔ صورتی در آغاز فرآیند از مخزن خارج می‌شود و این مایع جداشده را می‌توان جداگانه تخمیر کرد و به‌عنوان شراب گلی عرضه نمود.
روش ترکیب شراب قرمز با شراب سفید برای تولید شراب گلی امری نادر است و در اغلب مناطق شراب‌سازی (به‌ویژه فرانسه) غیرقانونی است، به‌جز در منطقهٔ شامپاین. حتی در آن‌جا نیز بسیاری از تولیدکنندگان معتبر، به‌جای ترکیب، روش سنیه را ترجیح می‌دهند.

## تاریخچه

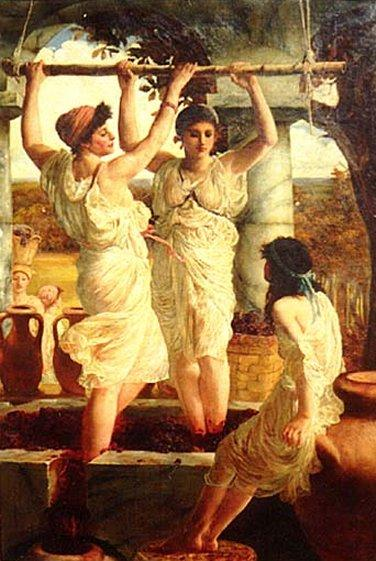
بسیاری از شراب‌های سرخ ابتدایی، به دلیل پرس زودهنگام، به شراب‌های گُلی امروزی شباهت داشتند.

تاریخ دقیقی از اولین شراب گلی موجود نیست، اما بسیاری از شراب‌های سرخ اولیه، بیشتر به شراب گلی شبیه بودند تا به شراب‌های قرمز امروزی. علت این شباهت، استفاده از روش‌های ساده‌تری مانند پرس زودهنگام و تماس کوتاه‌مدت پوست با آب‌میوه بود. در دوران یونان باستان و رم باستان، هرچند می‌دانستند که تماس بیشتر با پوست شراب را پررنگ‌تر و پرمایه‌تر می‌کند، اما طعم آن را تند و نامطلوب می‌دانستند، بنابراین شراب‌های رنگ‌پریده‌تر را ترجیح می‌دادند. در قرون وسطی، شراب‌های کم‌رنگ بوردو، به‌ویژه نوعی با نام شراب یک‌شب (vin d'une nuit)، نزد انگلیسی‌ها محبوب‌تر بود.
در گذشته‌های دور، حتی شراب‌های منطقهٔ شامپاین، شراب‌هایی گُلی یا قرمز روشن بودند. در قرن‌های شانزدهم و هفدهم، برخی از این شراب‌ها را با افزودن آقطی (elderberry) رنگ‌آمیزی می‌کردند. یکی از سبک‌های شناخته‌شده گلی در آن زمان، چشم کبک (Œil de Perdrix) بود که هنوز هم در سوئیس تولید می‌شود.

## پس از جنگ جهانی دوم
در سال‌های پس از جنگ جهانی دوم، دو خانواده تولیدکننده شراب در پرتغال با تولید شراب‌های گُلی شیرین و کمی گازدار، مانند Mateus و Lancers، بازار اروپا و آمریکا را در دست گرفتند. اما از آغاز قرن بیست‌ویکم محبوبیت این محصولات کاهش یافته و جای خود را به شراب‌های گلی خشک‌تر و سنتی‌تر داده‌اند.
در دههٔ ۱۹۷۰، به‌دلیل کمبود انگور سفید در کالیفرنیا، برخی تولیدکنندگان تصمیم گرفتند از انگورهای قرمز شراب‌های روشن بسازند. در سال ۱۹۷۵، یک مشکل در فرایند تخمیر در کارخانه Sutter Home باعث ایجاد شرابی صورتی و شیرین شد که به‌نام وایت زینفاندل معروف شد و محبوبیت زیادی یافت.
در سال ۱۹۷۸، واژهٔ «Blush» برای این نوع شراب‌ها ثبت شد، که اکنون به شراب‌های گُلی نسبتاً شیرین اطلاق می‌شود. در حالی‌که در آمریکا واژهٔ Rosé بیشتر برای شراب‌های خشک‌تر کاربرد دارد، در اروپا تقریباً همهٔ شراب‌های صورتی را «Rosé» می‌نامند، حتی اگر شیرین باشند. از اواخر دههٔ ۱۹۹۰، سهم بازار شراب‌های دارای برچسب Blush در آمریکا کاهش یافت.
در سال‌های اخیر، شراب گلی دوباره محبوبیت پیدا کرده و حتی در سال ۲۰۱۵، نوشیدن آن میان مردان به اصطلاح «brosé» (بازی با واژهٔ brother و rosé) نامیده شد.

## روش‌های ساخت

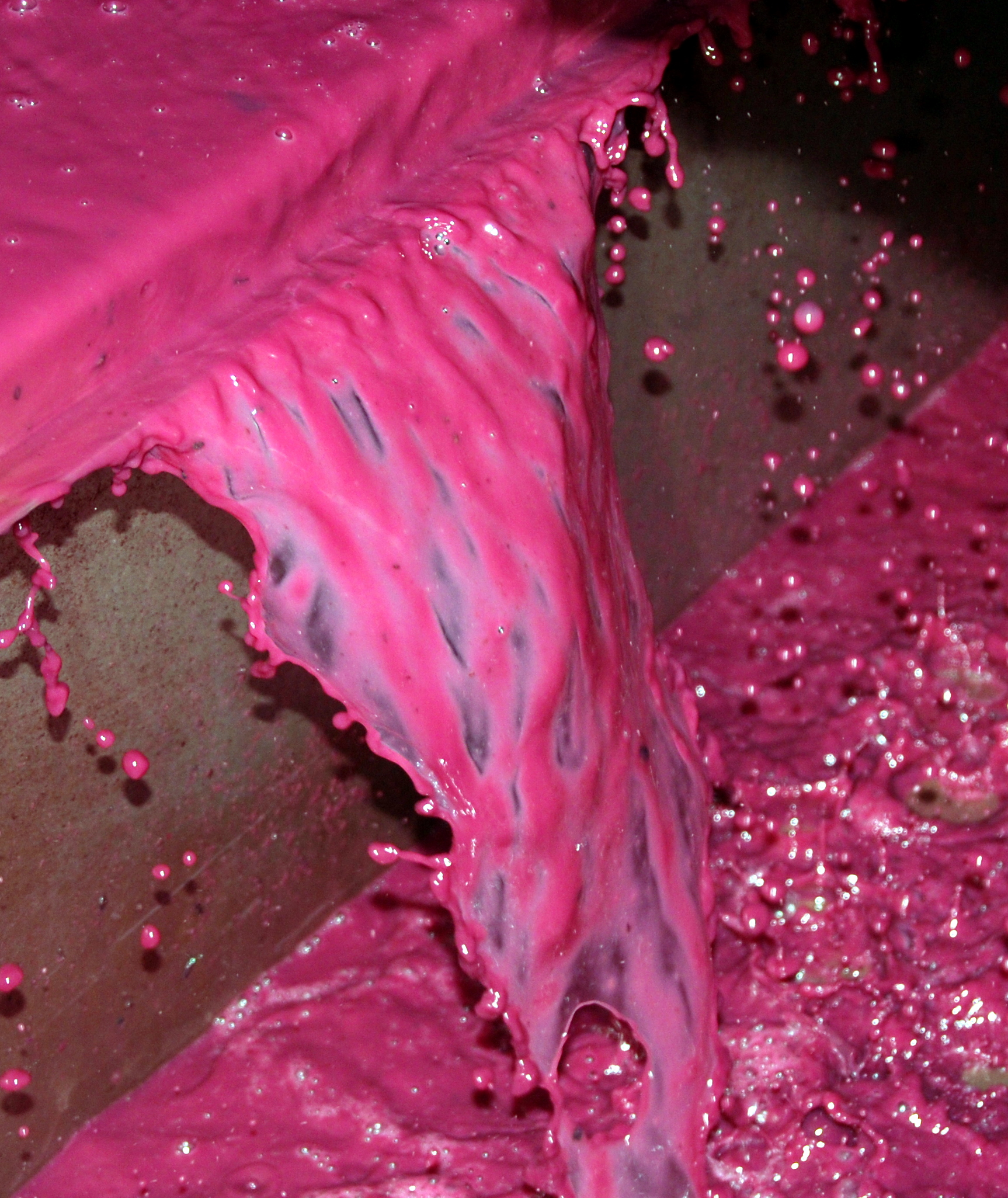
یکی از روش‌ها، پرس زودهنگام پس از ۱۲ تا ۲۴ ساعت تماس با پوست است.

روش متداول ساخت شراب گلی، پرس زودهنگام انگورهای قرمز پس از تماس کوتاه‌مدت پوست با آب‌میوه است. در این مرحله، مواد مؤثر در رنگ و مزه، مانند آنتوسیانین‌ها و تانن‌ها، از پوست و دانه‌ها استخراج می‌شوند. این فرآیند کوتاه‌تر از تولید شراب قرمز است، بنابراین شراب گلی معمولاً ماندگاری کمتری دارد و باید نسبتاً زود مصرف شود.

### سِنیه

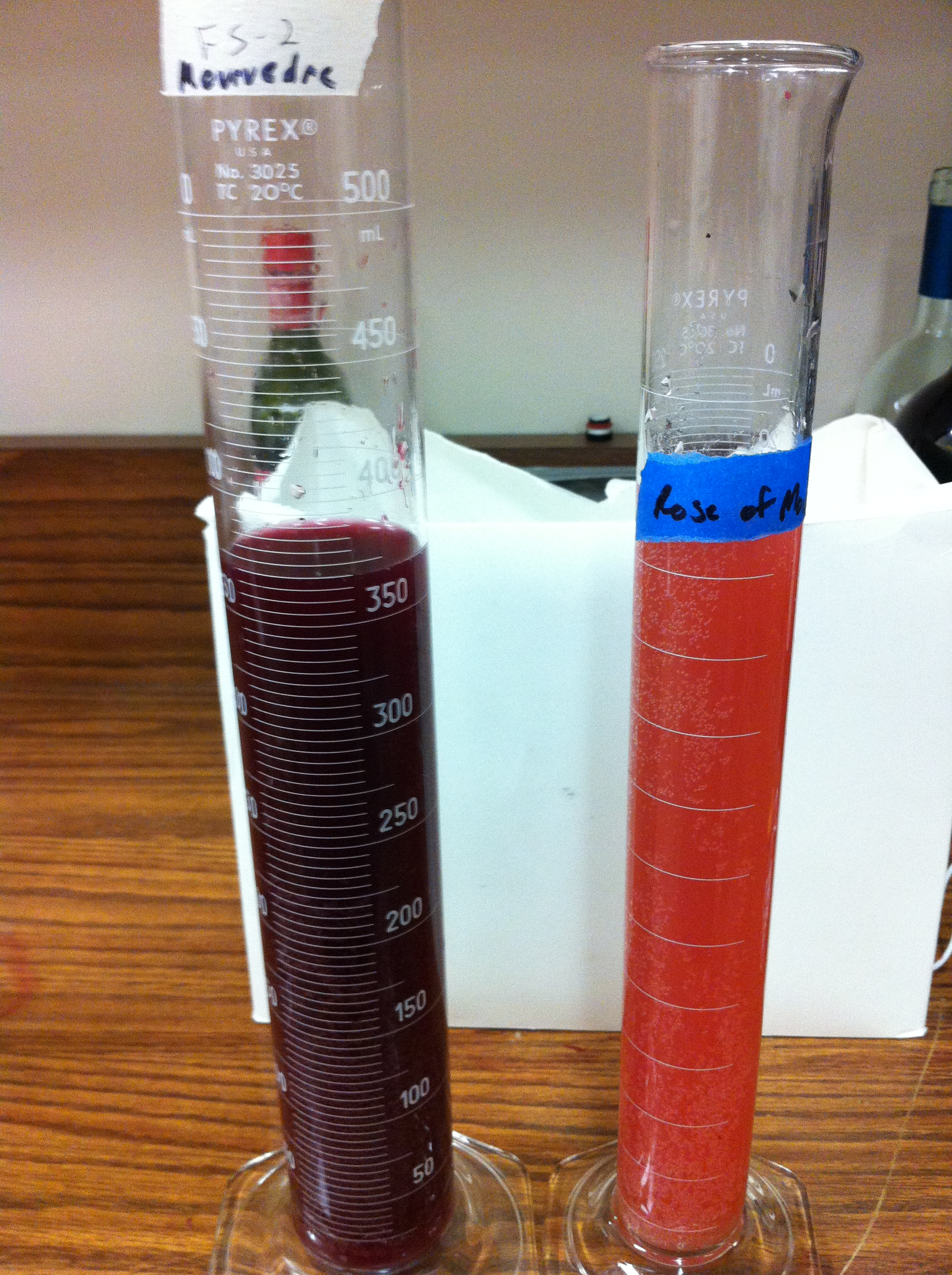
نمونه‌ای از شراب گُلی به‌دست‌آمده از روش سِنیه

در روش سِنیه (فرانسوی به‌معنای «خون‌گیری»)، بخشی از آب‌میوهٔ صورتی از مخزن جدا می‌شود تا شراب قرمز باقی‌مانده غلیظ‌تر شود. این روش در گذشته بیشتر در بورگونی و بوردو رایج بود و نه الزاماً برای تولید شراب گلی. برخی این روش را بیشتر به‌منزلهٔ محصول فرعی شراب قرمز می‌دانند، نه یک هدف اصلی. با این حال، بسیاری از شراب‌های موفق نیز با این روش ساخته شده‌اند، گرچه برخی متخصصان شراب، آن را روش «اصیل» برای تولید شراب گلی نمی‌دانند.

### شراب وَن گری (Vin gris)
برخلاف روش خیساندن (maceration) که طی آن آب‌انگور برای مدت کوتاهی با پوست انگور تماس دارد، شراب‌های ون گری از فشردن فوری انگورهای پوست قرمز بدون هیچ‌گونه زمان خیساندن ساخته می‌شوند. با وجود نام ون گری (شراب خاکستری)، رنگ آب‌میوهٔ به‌دست‌آمده خاکستری نیست بلکه صورتی بسیار کم‌رنگ است و معمولاً از شراب‌های گلی سنتی که با روش خیساندن محدود یا سِنیه ساخته می‌شوند، روشن‌تر است. طبق قوانین شراب‌سازی فرانسه، شراب‌هایی با برچسب گری دُ گری (gris de gris) باید فقط از انگورهایی با پوست کم‌رنگ مانند سانسو، گامه و گراناش گری ساخته شوند. این سبک شراب‌سازی، ویژهٔ منطقهٔ لورن در قالب AOC کوت دو تول (Côtes de Toul) است که با انگور گامه تولید می‌شود، و در مراکش نیز گونه‌ای شراب نارنجی‌صورتی با ترکیب سانسو، گراناش و کابرنه سووینیون ساخته می‌شود.

### بی‌رنگ‌سازی
روش دیگر برای تولید شراب گلی، بی‌رنگ‌سازی شدید شراب قرمز با استفاده از زغال جاذب مانند کربن فعال است. این نوع زغال که از تقطیر خشک موادی چون چوب یا تورب به‌دست می‌آید، به‌دلیل نسبت بالای سطح به وزن، توانایی جذب رنگ‌دانه‌ها، ترکیب‌های فنولیک و کلوئیدی موجود در شراب را دارد. با اینکه از این روش می‌توان برای کاهش رنگ استفاده کرد، اما بسیاری از ترکیبات مهم دیگر نیز حذف می‌شوند، و به همین دلیل این روش به‌ندرت در تولید شراب‌های گلی با کیفیت بالا به‌کار می‌رود.

## رنگ

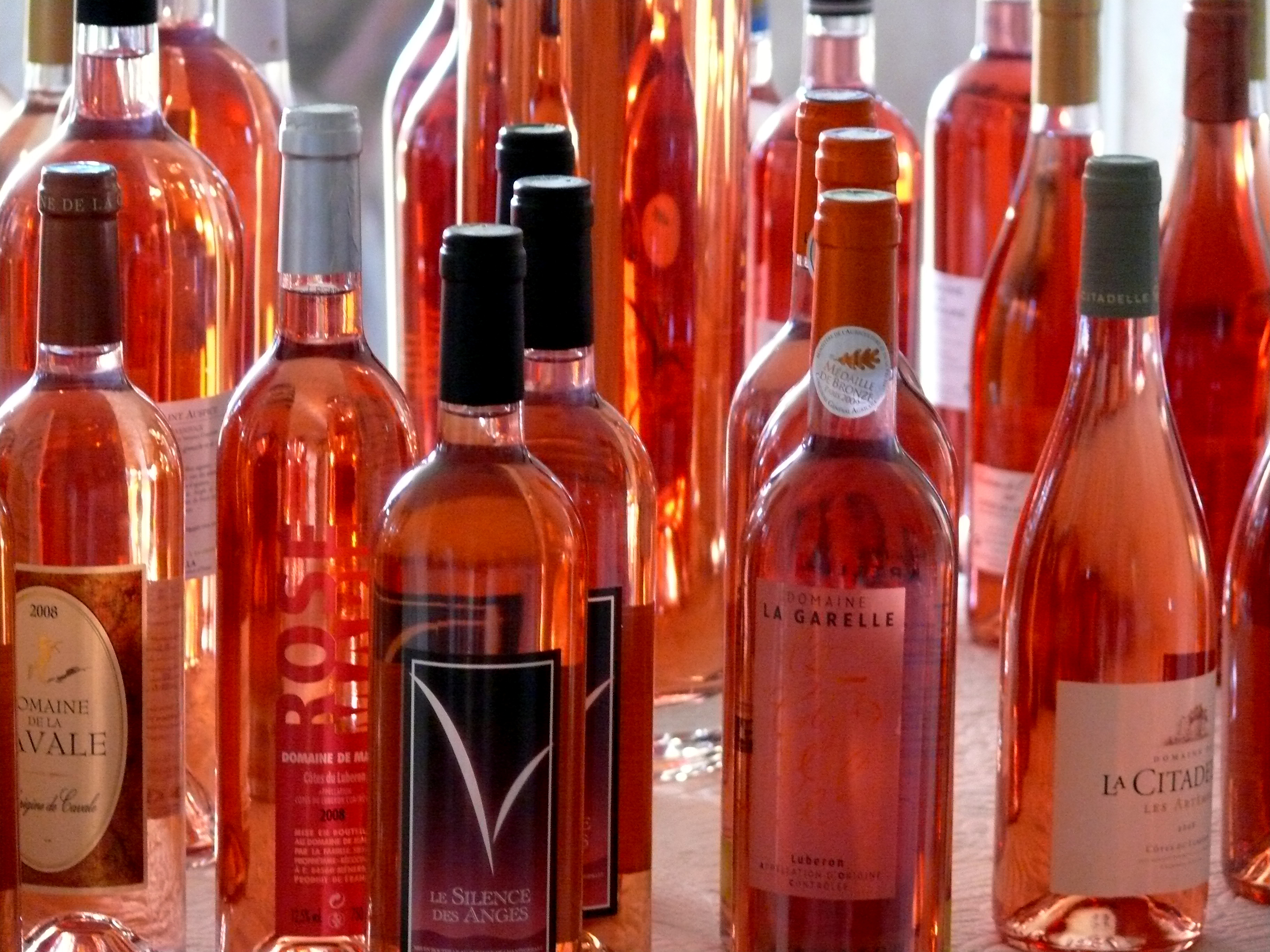
شراب‌های گلی می‌توانند رنگ‌های گوناگونی داشته باشند که بستگی به نوع انگور و روش تولید دارد.

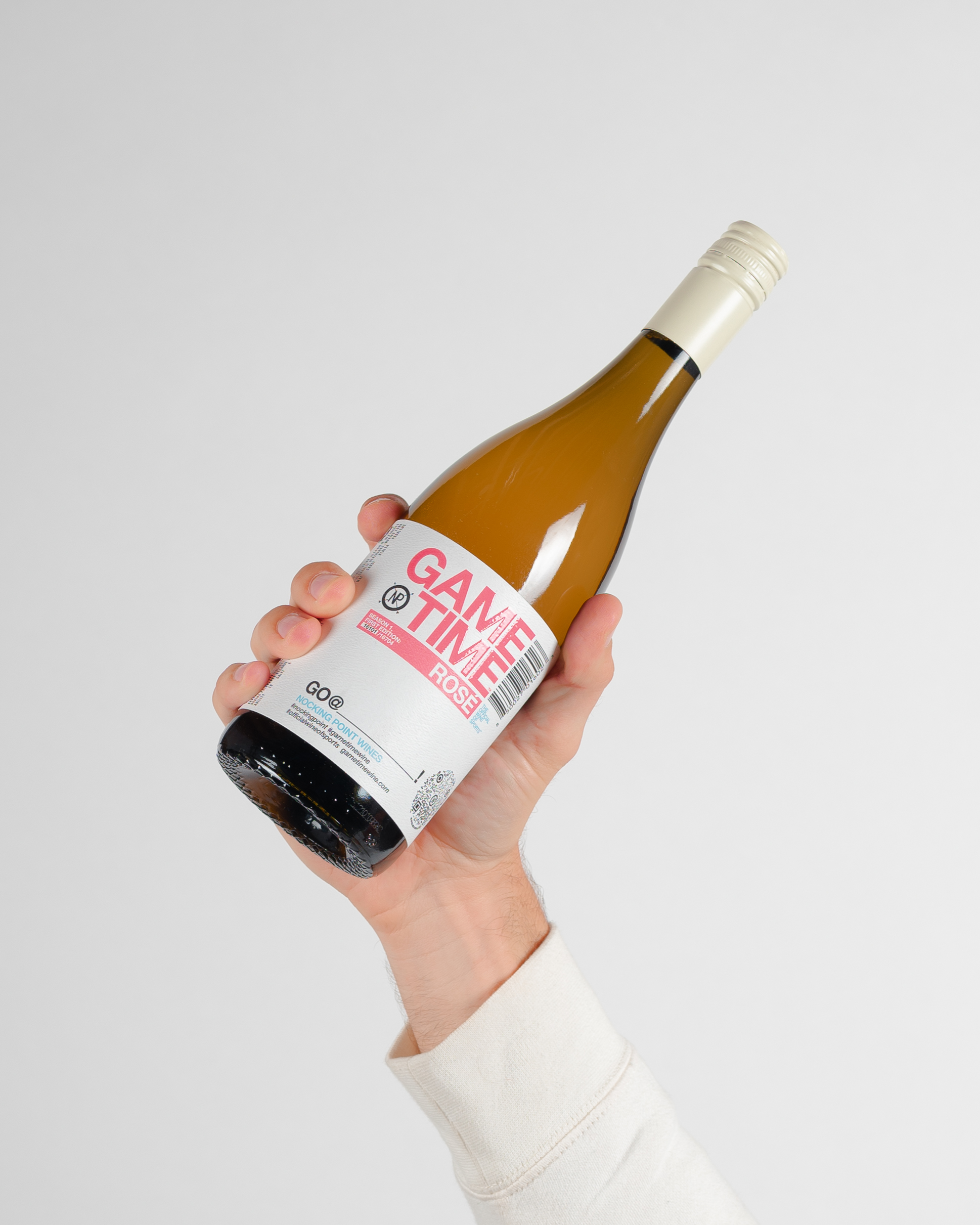
بطری‌ای از شراب گلی Gametime از شرکت Nocking Point Wines

به‌جز شمار اندکی از انگورها مانند تنتوریه، بیشتر انگورهای شراب، آب‌میوه‌ای شفاف یا بی‌رنگ دارند. این شامل انگورهای قرمز مشهوری مانند کابرنه سووینیون و پینوت نوآر نیز می‌شود. رنگ در شراب‌های قرمز از ترکیب‌های فنولیکی در پوست انگور به‌ویژه آنتوسیانین‌‌ها ناشی می‌شود که در طی فرایند خیساندن با ترکیبات دیگری مانند تانن، استالدئید و اسید پیروویک واکنش داده و رنگ نهایی را ایجاد می‌کنند. میزان آنتوسیانین در شراب‌های گلی معمولاً بین ۲۰ تا ۵۰ میلی‌گرم در لیتر است، در حالی‌که در شراب‌های قرمز می‌تواند از ۲۵۰ میلی‌گرم در لیتر فراتر رود.
آنتوسیانین‌ها بسته به پی‌اچ و اسیدیتهٔ محیط می‌توانند به سه شکل بی‌رنگ، قرمز یا آبی تغییر شکل دهند. در بازهٔ معمول pH شراب (۲٫۹ تا ۴٫۰)، بیشتر آنتوسیانین‌ها بی‌رنگ هستند مگر آنکه با تانن‌ها یا دیگر مولکول‌ها واکنش داده و پایدار شوند. بنابراین، تولیدکنندگان شراب گلی نه تنها مقدار استخراج آنتوسیانین را محدود می‌کنند، بلکه تماس شراب با تانن‌ها را نیز کاهش می‌دهند، مثلاً با کاهش زمان خیساندن، فشردن ملایم، یا استفاده از مخزن‌های استیل به‌جای چوب بلوط. همچنین از روش‌هایی بهره می‌گیرند که از اکسیداسیون و قهوه‌ای شدن شراب جلوگیری کنند.
بر پایهٔ داده‌های شورای بین‌حرفه‌ای شراب‌های پرووانس در فرانسه، رنگ شراب‌های گلی این منطقه معمولاً در طیف‌هایی مانند خربزه (طالبی)، هلو، انگور فرنگی قرمز، گریپ‌فروت، انبه و نارنگی قرار دارد.
پژوهش‌های فراوانی نشان داده‌اند که رنگ شراب بر ادراک مصرف‌کننده اثر می‌گذارد. در ارزیابی‌های دیداری، مصرف‌کنندگان معمولاً شراب‌های گلی پررنگ‌تر را ترجیح می‌دهند، ولی در آزمون‌های کور که رنگ دیده نمی‌شود (مثلاً با لیوان‌های سیاه)، معمولاً گونه‌های کم‌رنگ‌تر را خوشایندتر می‌یابند.
به همین دلیل، تولیدکنندگان به‌دقت رنگ شراب گلی خود را مدیریت می‌کنند، مثلاً از میزان خاصی از خیساندن استفاده می‌کنند، دربارهٔ به‌کارگیری روش سنیه تصمیم می‌گیرند، یا حتی ممکن است برای رسیدن به رنگ دلخواه، اندکی شراب قرمز به آن بیافزایند.

## بوها و طعم‌ها

بخش بزرگی از ترکیبات عطری و طعمی شراب در پوست انگور قرار دارد.

عطر و طعم شراب‌های گلی عمدتاً به نوع انگور وابسته است، اما روش تولید نیز نقش مهمی دارد. ویژگی سبک و میوه‌ای بسیاری از شراب‌های گلی از ترکیبات فراری به نام تیول‌ها می‌آید که به‌صورت پیش‌ماده در پوست انگور وجود دارند؛ مانند ۳-مرکاپتوهگزانول-۱-ال و ۳-مرکاپتوفنیل استات. این ترکیبات در حین خیساندن استخراج می‌شوند، ولی در دماهای پایین‌تر از ۲۰ درجهٔ سانتی‌گراد کمتر آزاد می‌شوند. بنابراین تولیدکنندگانی که از روش خیساندن سرد (cold soak) استفاده می‌کنند، ممکن است میزان کمتری از این ترکیبات را استخراج کنند.
در طول تخمیر، ترکیبات معطر دیگری نیز مانند فن‌اتیل استات و ایزوآمیل استات شکل می‌گیرند که در ایجاد بوی خوش نقش دارند.
پایداری این عطرها به مقدار آنتوسیانین و دیگر فنولیک‌ها وابسته است، زیرا این ترکیبات از اکسایش جلوگیری می‌کنند. به همین دلیل، شراب‌های گلی معمولاً عمر کوتاهی دارند و بسیاری از متخصصان پیشنهاد می‌کنند که این شراب‌ها بلافاصله پس از عرضه مصرف شوند.

## شراب‌های گُلی فرانسوی
فرانسه بزرگ‌ترین تولیدکنندهٔ شراب گُلی در جهان است و حدود ۳۵٪ از عرضهٔ جهانی را به خود اختصاص داده است. همچنین در مصرف نیز پیشتاز است، به‌طوری‌که یک‌سوم شراب مصرفی در این کشور از نوع گُلی است. بسیاری از نخستین شراب‌های سرخ تولیدشده در مناطق معروفی چون بوردو، بورگونی و شامپاین، درواقع شراب‌هایی با سبک گُلی بودند که از آب‌انگورهایی با تماس بسیار کوتاه با پوست انگور به‌دست می‌آمدند. با وجود گذر زمان و تغییر سبک‌ها به‌سوی تولید شراب‌های سرخ پررنگ‌تر، شراب‌های گُلی همچنان جایگاه مهمی در بیشتر مناطق شراب‌سازی فرانسه دارند. امروزه شراب‌های گُلی در سراسر فرانسه، از شامپاین‌های سردسیر و شراب‌های درهٔ لوآر گرفته تا مناطق گرم‌تری مانند پرووانس و جنوب درهٔ رون، تولید می‌شوند.

### پرووانس

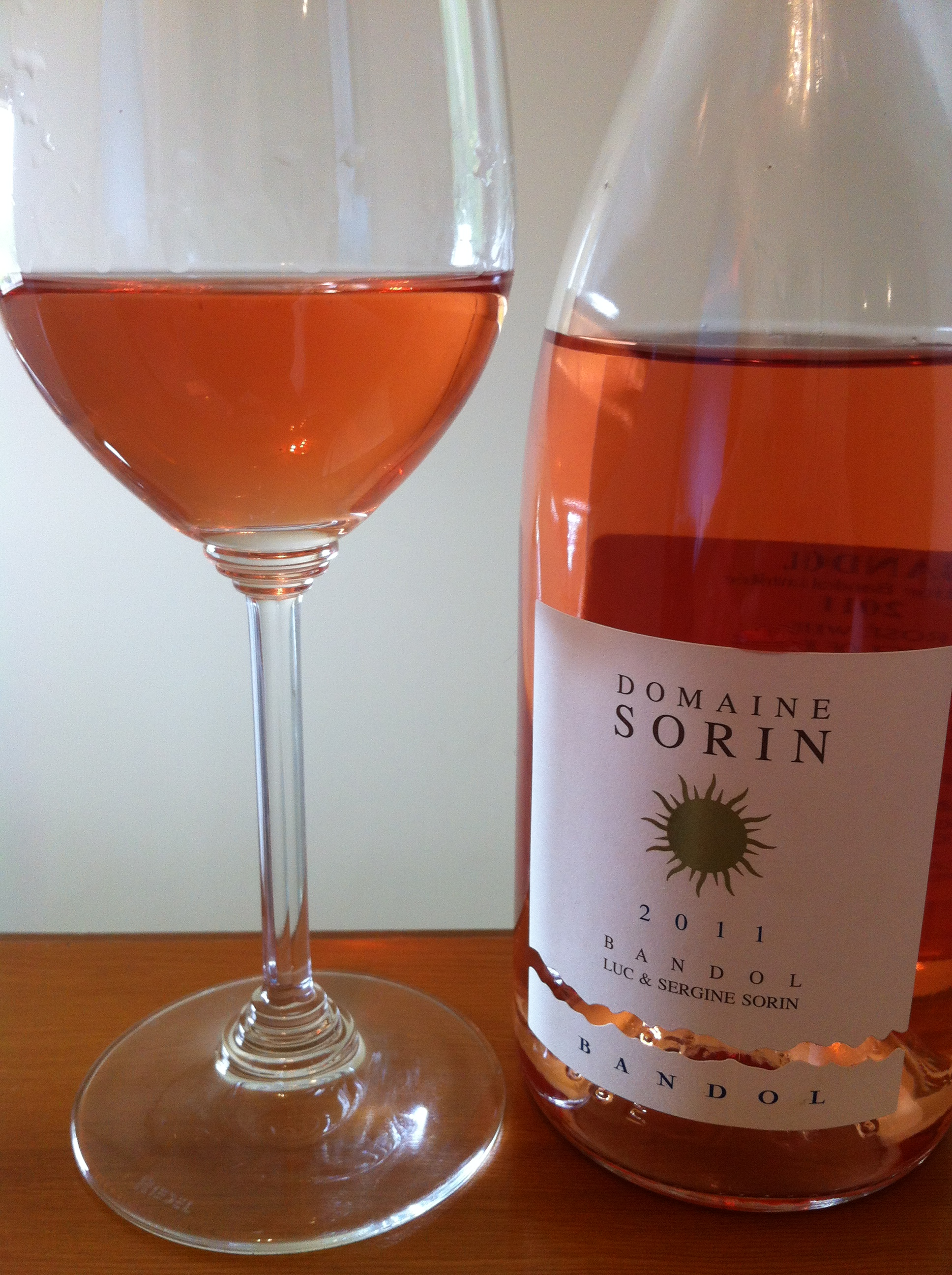
یکی از شراب‌های گُلی منطقهٔ باندول

شراب‌های گُلی بخش عمده‌ای از تولید شراب در پرووانس را تشکیل می‌دهند، به‌طوری‌که بین نیمی تا دو سوم از کل تولید شراب این منطقه را در بر می‌گیرند. بین سال‌های ۲۰۱۰ تا ۲۰۲۴، صادرات شراب‌های گُلی از پرووانس حدود ۵۰۰٪ افزایش یافته است. این شراب‌ها به‌ویژه برای هماهنگی با غذاهای محلی مدیترانه‌ای، از جمله سس‌های سیرمانند آیولی و خوراک بویابیس، شناخته می‌شوند.
محدوده AOC کوت دو پرووانس شامل ۸۵ کمون میان نیس و مارسی است و نزدیک به ۷۵٪ از کل شراب پرووانس را تولید می‌کند، که ۸۰٪ آن شراب گُلی است. گراناش مهم‌ترین انگور این منطقه است (حداقل ۶۰٪ از ترکیب)، و انگورهای سیراه، سانسو، مورودِر، تیبورِن، کاریگنان و کابرنه سووینیون نیز نقش مکمل دارند.
کوتو دِ اکس-آن-پرووانس AOC دومین منطقهٔ بزرگ AOC در پرووانس است که ۵۰ کمون در غرب و شمال‌غربی را پوشش می‌دهد. در این منطقه، حدود ۳۵٪ از شراب‌ها گُلی هستند که بیشتر از گراناش، سانسو و مورودر ساخته می‌شوند و کونوآز، کاریگنان، سیراه و کابرنه سووینیون نیز به ترکیب افزوده می‌شوند.
در ناحیهٔ کوهستانی مرکزی پرووانس، منطقهٔ کوتو واروآ AOC قرار دارد که تقریباً دوسوم از تولید آن به شراب‌های گُلی اختصاص دارد. این شراب‌ها معمولاً ترکیبی از گراناش، سیراه و مورودر (دست‌کم ۸۰٪) هستند و انگورهایی مانند سانسو، کاریگنان و کابرنه نیز مجازند باقی ترکیب را کامل کنند.
در منطقهٔ باندول AOC در جنوب‌غربی پرووانس، انگور دیررس مورودر بر تولید غالب است و در خاک‌های سنگی غنی از آهک و سیلیس به‌خوبی رشد می‌کند. با اینکه بیشتر تولید این AOC شراب قرمز است، دست‌کم ۳۳٪ آن شراب گُلی است که در آن گراناش، سانسو، سیراه و کاریگنان نقش مکمل مورودر را دارند.
در پیرامون شهر نیس در جنوب‌شرقی پرووانس، منطقهٔ بله AOC قرار دارد که تابستان‌های گرم آن با نسیم ساحلی مدیترانه‌ای تعدیل می‌شود. در این‌جا شراب‌های گُلی تقریباً به همان اندازهٔ شراب‌های قرمز تولید می‌شوند و از انگورهای براکه، فول نوآر، گراناش و سانسو ساخته می‌شوند.

### تاول (Tavel)

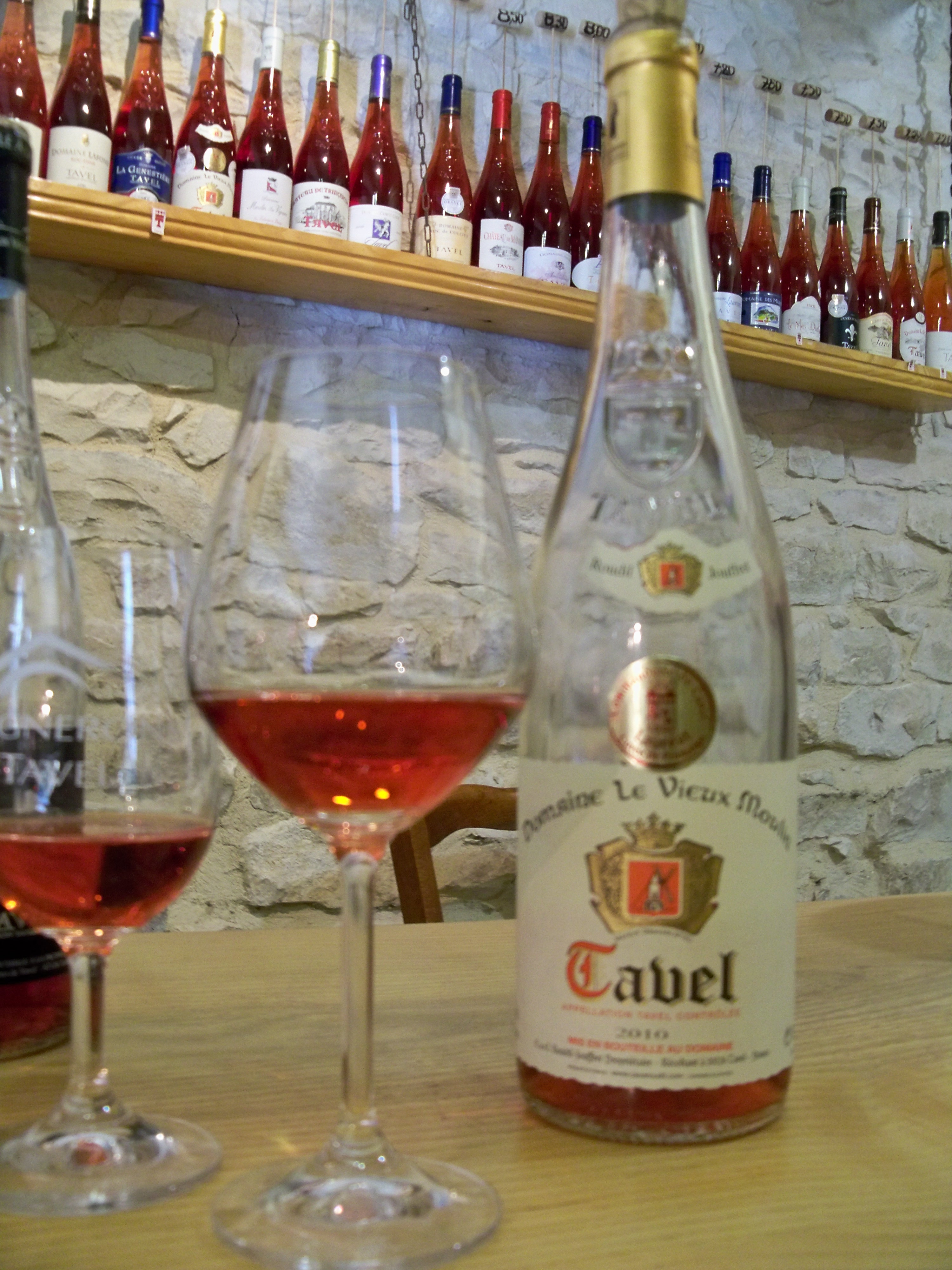
یکی از شراب‌های گُلی منطقهٔ تاول AOC

در حالی‌که بیشتر مناطق جنوبی درهٔ رون به شراب قرمز اختصاص دارند، در منطقهٔ تاول AOC تنها شراب مجاز برای تولید، شراب گُلی است، و بیش از نیمی از تولید این AOC توسط تعاونی محلی انجام می‌شود. به گفتهٔ کارن مک‌نیل، تاول «پایتخت خودخواندهٔ شراب گُلی در جنوب فرانسه» است. این جایگاه به‌دلیل تاریخ دیرینهٔ تولید شراب گُلی در این منطقه و نزدیکی آن به مناطق گردشگری ساحلی است که در آن شراب‌های تاول، همچون شراب‌های پرووانس، در کافه‌های ساحلی سرو می‌شوند.
تاول در ۱۰ مایلی جنوب‌غرب شاتونوف-دو-پاپ و در آن‌سوی رود رون واقع شده و بیش از ۹۵۰ هکتار تاکستان دارد. در این منطقه نیز مانند پرووانس، انگور گراناش غالب است و تا ۶۰٪ از ترکیب را تشکیل می‌دهد. طبق قوانین AOC، ۱۵٪ از ترکیب باید سانسو باشد و باقی می‌تواند از انگورهایی چون کاریگنان، سیراه، بوربولنک، کالیتور، مورودر و پیکپول تشکیل شود.
در تاول، شراب گُلی می‌تواند با روش‌های سِنیه یا تماس با پوست ساخته شود، اما روش رایج‌تر، تخمیر همزمان انگورهای سفید و قرمز باهم است. در این روش، خوشه‌های کامل انگور به‌طور کامل در مخزنی ریخته می‌شوند، و بر اثر وزن خود، آب‌میوه از خوشه‌های زیرین جدا شده و برای مدت کوتاهی با پوست قرمز تماس می‌گیرد، سپس جدا و تخمیر می‌شود. این روش شرابی با طعمی توت‌مانند، قوی و ادویه‌ای ایجاد می‌کند که کارن مک‌نیل آن را «جسور و پرطعم» توصیف می‌کند.

#### سایر شراب‌های گُلی در درهٔ رون
خارج از تاول، شراب‌های گُلی در مناطقی مانند ژیگونداس AOC در شرق درهٔ رون نیز تولید می‌شوند. در این منطقه، دست‌کم ۱۵٪ از ترکیب باید از سیراه و مورودر باشد، و گراناش می‌تواند تا ۸۰٪ را تشکیل دهد. سانسو و کاریگنان نیز به‌صورت جزئی استفاده می‌شوند. در همسایگی جنوبی، در منطقهٔ واکِراس AOC، تنها حدود ۴٪ از تولید سالانه به شراب گُلی اختصاص دارد.
در آن‌سوی رودخانهٔ رون، شمال تاول، منطقهٔ لیرَک AOC قرار دارد که مانند تاول، سابقه‌ای طولانی در صادرات شراب‌های گُلی خشک به ایالات متحده و بریتانیا دارد. هرچند معمولاً در سایهٔ شهرت تاول قرار دارد، منتقدانی مانند اوز کلارک این شراب‌ها را با طعم توت‌فرنگی و «سبک‌تر و باطراوت‌تر» از تاول توصیف کرده‌اند. با این حال، شراب‌های گُلی کمتر از ۲۰٪ از تولید سالانهٔ این منطقه را تشکیل می‌دهند. در خاک شنی این منطقه، گراناش می‌تواند تا ۴۰٪ ترکیب را تشکیل دهد و باقی از سانسو، مورودر، سیراه و کاریگنان است.

### درهٔ لوآر

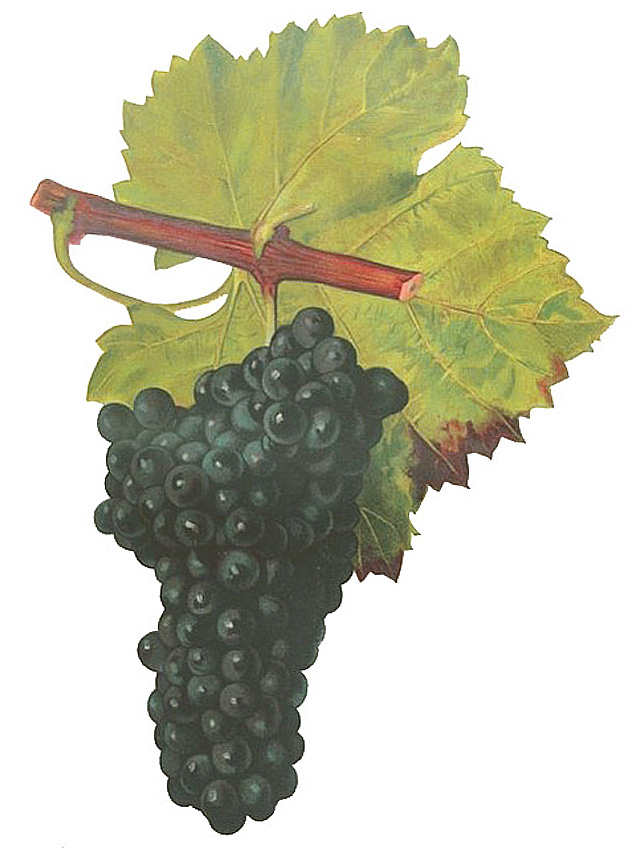
رزِ آنژو که عمدتاً با انگور گروزلو تولید می‌شود.

در درهٔ لوآر، به‌ویژه در منطقهٔ آنژو پیرامون شهر آنژه، سابقه‌ای دیرینه در تولید شراب گُلی وجود دارد. در این‌جا دو منطقهٔ AOC به‌نام رزِ آنژو و کابرنه دُ آنژو وجود دارند. نوع نخست، با انگور گروزلو (یا گرولو) تولید می‌شود و سبک‌تر و اغلب شیرین است. نوع دوم، با انگورهای کابرنه فران و کابرنه سووینیون تولید می‌شود که معمولاً خشک‌تر و با اسیدیتهٔ بالا است، و امکان کهولت شراب تا یک دهه یا بیشتر را فراهم می‌کند.
در قرن بیستم، شراب شیرین رز آنژو پرطرفدارترین شراب گُلی بود. با وجود حرکت بازار به‌سوی شراب‌های خشک‌تر، این AOC همچنان حدود ۱۸ میلیون بطری در سال تولید می‌کند. انگورهایی چون گامه و مالبک نیز در این منطقه مجاز هستند.
رزِ لوآر نام یک AOC بزرگ‌تر است که مناطق آنژو، سومور و تورِن را شامل می‌شود. در این ترکیب، کابرنه باید دست‌کم ۳۰٪ را تشکیل دهد، و بقیه می‌تواند از گروزلو، پینو دُ اونی، پینو نوآر و گامه باشد. به‌گفتهٔ جانسیس رابینسون، این شراب‌ها همواره خشک هستند و کیفیتی میان رز آنژو و کابرنه دُ آنژو دارند. کارن مک‌نیل این شراب‌ها را میوه‌ای با طعم آلبالوی ملایم و اسیدیتهٔ متوسط توصیف کرده است.

### شامپاین

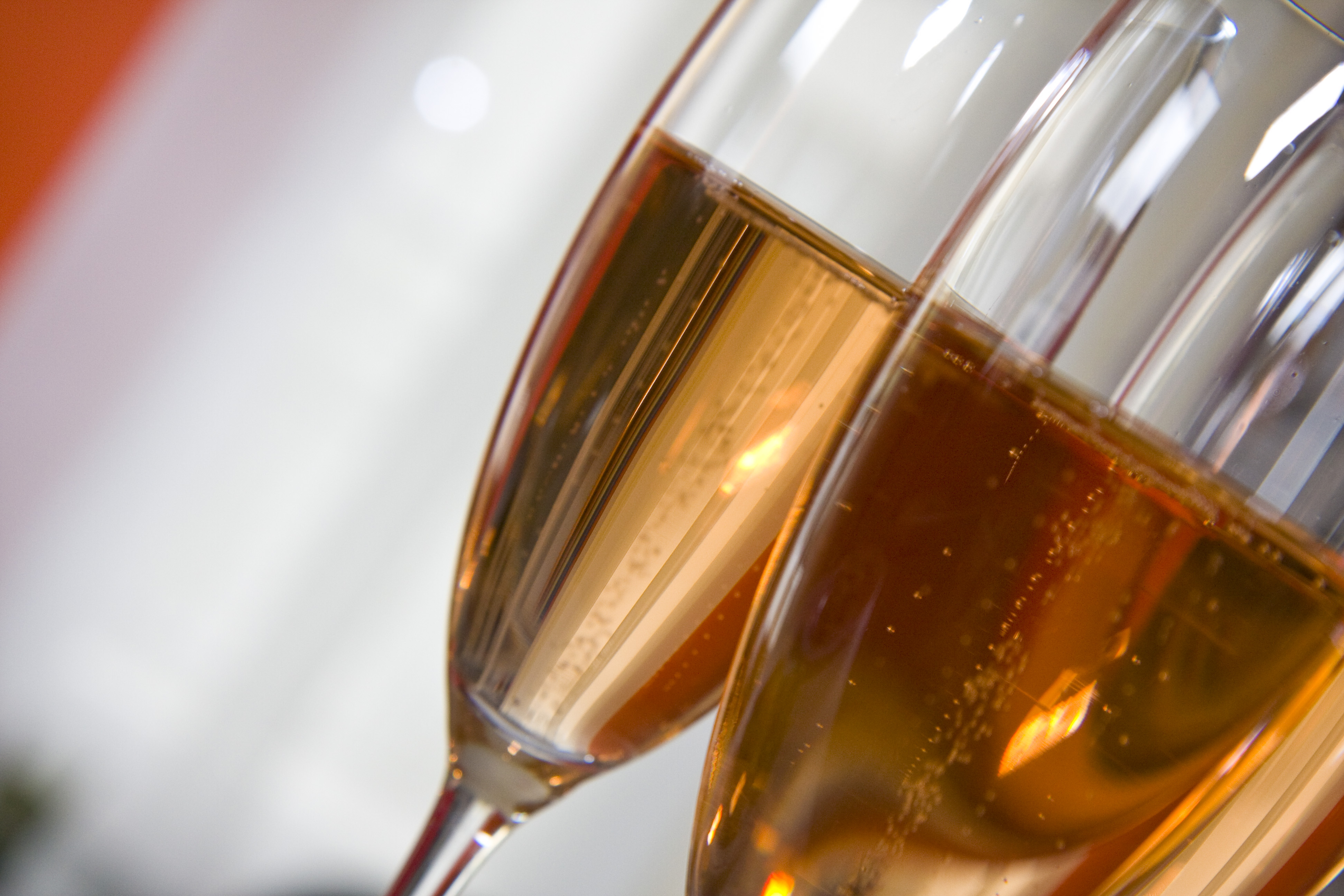
شراب‌های گُلی شامپاین ممکن است از صورتی کم‌رنگ تا مسی متفاوت باشند.

شراب‌های گُلی شامپاین حدود ۳ تا ۵٪ از تولید سالانهٔ این منطقه را شامل می‌شوند. این شراب‌ها با بلان دُ نوآر (سفید حاصل از انگور سیاه) تفاوت دارند، زیرا رنگ آن‌ها از تماس کوتاه‌مدت با پوست انگورهای سیاه (پینو نوآر و پینو مونیه) ناشی می‌شود. با این حال، بسیاری از شراب‌های گُلی شامپاین امروزی با افزودن شراب قرمز پینو نوآر به شامپاین سفید تولید می‌شوند. برخی تولیدکنندگان معتقدند این روش به شراب غنا و قابلیت کهولت بیشتری می‌بخشد.
در بخش اوب، منطقهٔ AOC مجزایی برای شراب‌های گُلی ایستا به‌نام رز دُ ریسه (Rosé des Riceys) وجود دارد که از پینو نوآر و با روش سِنیه تولید می‌شود. این شراب تنها در سال‌هایی با آب‌وهوای گرم تولید می‌شود و تولید آن محدود است (کمتر از ۷۵۰۰ بطری در سال). جانسیس رابینسون این شراب‌ها را از جدی‌ترین شراب‌های گُلی فرانسه می‌داند، در حالی‌که اوز کلارک آن‌ها را شراب‌هایی غیرمعمول، پرمایه، آجیلی و با رنگ صورتی‌طلایی توصیف می‌کند.

### دیگر مناطق فرانسه

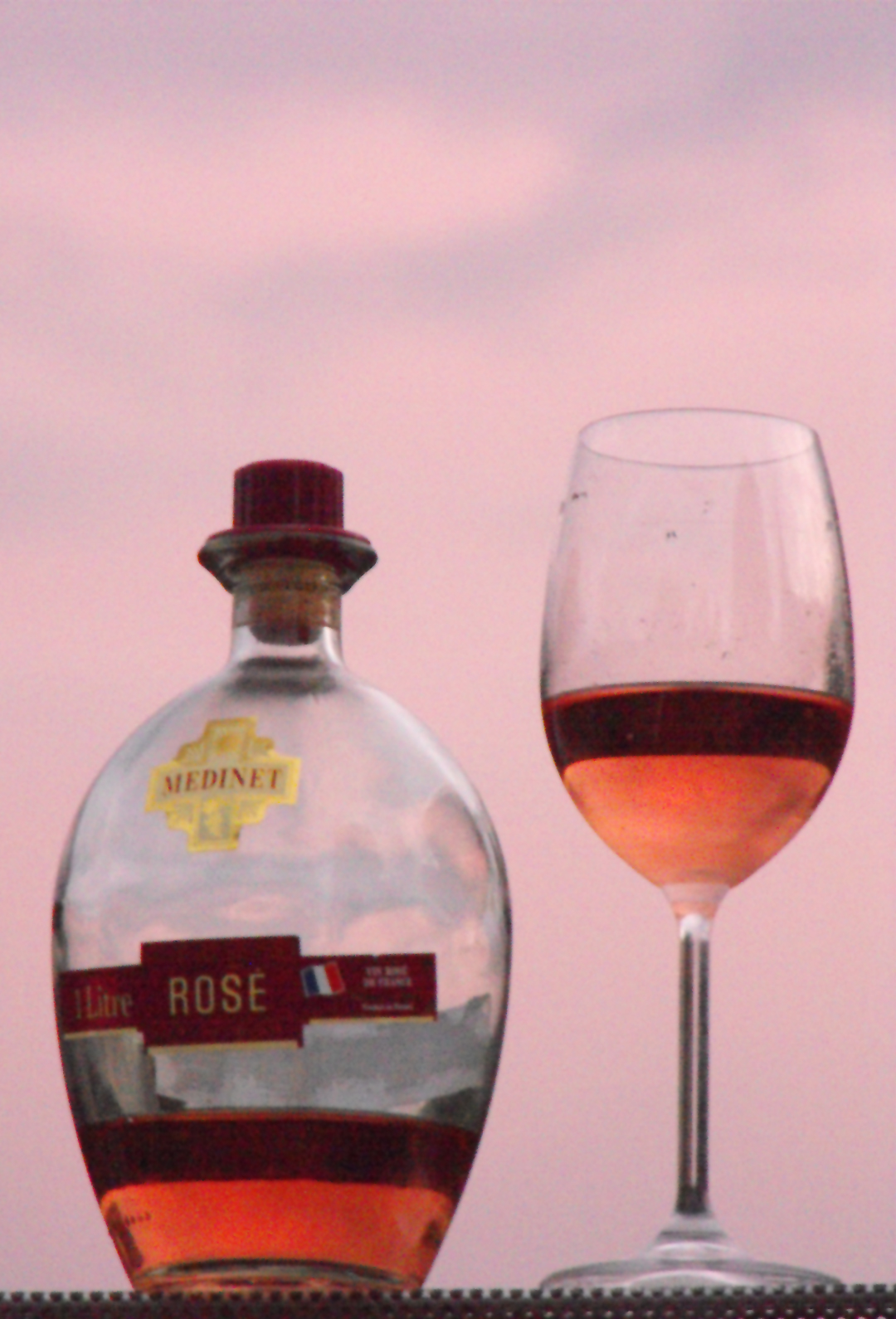
یکی از شراب‌های گُلی فرانسوی در بطری یک‌لیتری

در منطقهٔ لانگدوک-روسیون که بزرگ‌ترین تولیدکنندهٔ شراب گُلی در فرانسه است، این شراب‌ها به روش‌های گوناگون و از انگورهای مختلف تولید می‌شوند. این تنوع به‌سبب استفادهٔ گسترده از نشان جغرافیایی محافظت‌شده (PGI) است.
در منطقهٔ ژورا، Arbois AOC شراب‌هایی با رنگ صورتی بسیار کمرنگ تولید می‌کند که گاه با شراب‌های گُلی اشتباه گرفته می‌شوند. این شراب‌ها از انگورهای پینوت نوآر، پولسار و تروسو ساخته می‌شوند، که تنها چند ساعت با پوست تماس دارند.
در بوجولِ، شراب‌های گُلی از انگور گامه و با استفاده از همان روش خیساندن کربنیک تولید می‌شوند، ولی آب‌میوهٔ آزادشده در حین فرآیند به‌طور دوره‌ای جدا می‌شود تا از استخراج بیش از حد رنگ و فنولیک‌ها جلوگیری شود.
در بوردو، تولید شراب گُلی در بیشتر AOCها مجاز است و از همان انگورهایی که در شراب‌های سرخ معروف منطقه به‌کار می‌رود (کابرنه سووینیون، مرلو، کابرنه فران، مالبک، پتی وردو و کارمنر) استفاده می‌شود.

## دیگر شراب‌های گُلی اروپا

### ایتالیا

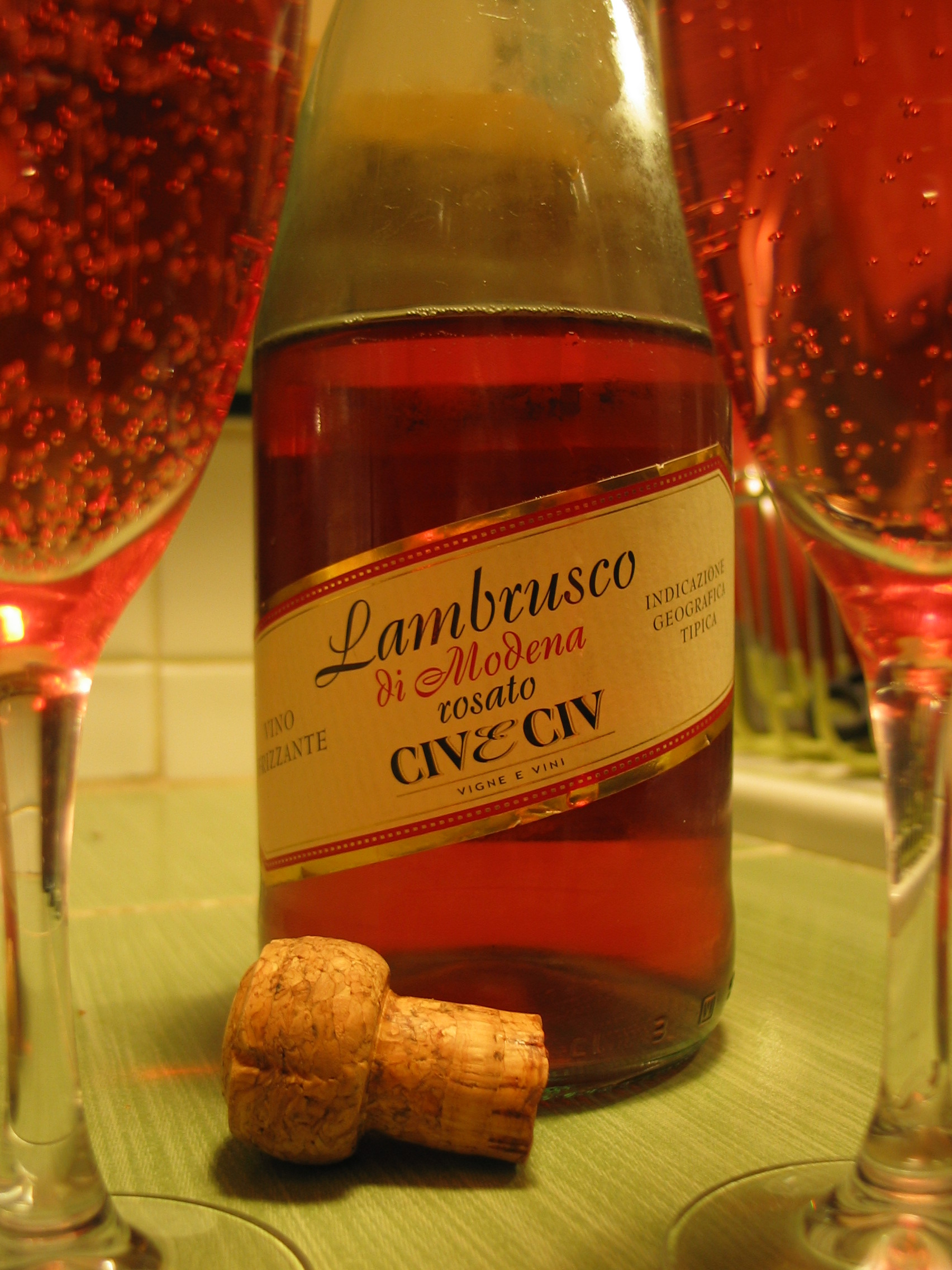
نوعی شراب گُلی لمبروسکو (Lambrusco) کمی گازدار

همانند فرانسه، در سراسر ایتالیا نیز شراب‌های گُلی تولید می‌شوند و سبک و نوع انگور مورد استفاده با توجه به منطقه و اقلیم محلی متفاوت است. سابقهٔ طولانی شراب‌های گُلی در ایتالیا، به‌ویژه در جنوب گرم این کشور، به این دلیل است که در گذشته، در نبود مخازن تخمیر دمای‌پایدار، ساخت شراب‌های قرمز پررنگ و خشک دشوار بود. در آن زمان، هنگامی‌که تفالهٔ انگور با پوست در حال تخمیر بود، گرمای زیاد فرایند باعث توقف تخمیر و باقی‌ماندن قند باقی‌مانده در شراب می‌شد. در نهایت، شراب‌سازان دریافتند که اگر در ابتدای فرایند، آب‌انگور را بدون پوست جدا کنند، می‌توانند تخمیر را کامل کنند، حتی اگر رنگ شراب روشن‌تر باشد.
در ایتالیایی، برای شراب‌های گُلی واژه‌های مختلفی وجود دارد. واژهٔ اصلی روساتو (rosato) است که در چندین منطقهٔ دارای نشان مبدأ کنترل‌شده (DOC) به‌عنوان یک سبک مجاز شناخته شده است. این شراب‌ها معمولاً بسیار کم‌رنگ‌اند و شراب‌های کمی پررنگ‌تر (اما نه آن‌قدر که قرمز تلقی شوند) با نام کیا رتو (Chiaretto) شناخته می‌شوند. راماتو (Ramato)، که ویژهٔ ناحیهٔ وِنِتو است، شراب گُلی مسی‌رنگی است که از انگور پوست‌صورتی پینو گریجیو ساخته می‌شود و مدتی با پوست در تماس می‌ماند. واژهٔ چراسوئولو (Cerasuolo) به‌معنای «گیلاسی‌رنگ» است و به شراب‌های گُلی پررنگ اشاره دارد که در ناحیهٔ آبروتزو و به‌ویژه در منطقهٔ مونته‌پولچانو دآبروتزو از انگور پررنگ مونته‌پولچانو تولید می‌شوند و در رده‌ای ویژه در DOC قرار دارند.
امروزه، در ایتالیا اغلب شراب‌های گُلی با روش خیساندن کوتاه ساخته می‌شوند، گرچه در برخی مناطق ترکیب انگورهای قرمز و سفید نیز رایج است. به‌گفتهٔ اوز کلارک، شمال‌شرق ایتالیا (شامل ونتو، فریولی-ونتزیا جولیا و ترنتینو-آلتو آدیجه) شراب‌های گُلی لطیف‌تری تولید می‌کند، در حالی‌که جنوب گرم‌تر (مانند کالابریا، پولیا و سیسیل) شراب‌هایی پرمایه‌تر و خشک‌تر تولید می‌کند.

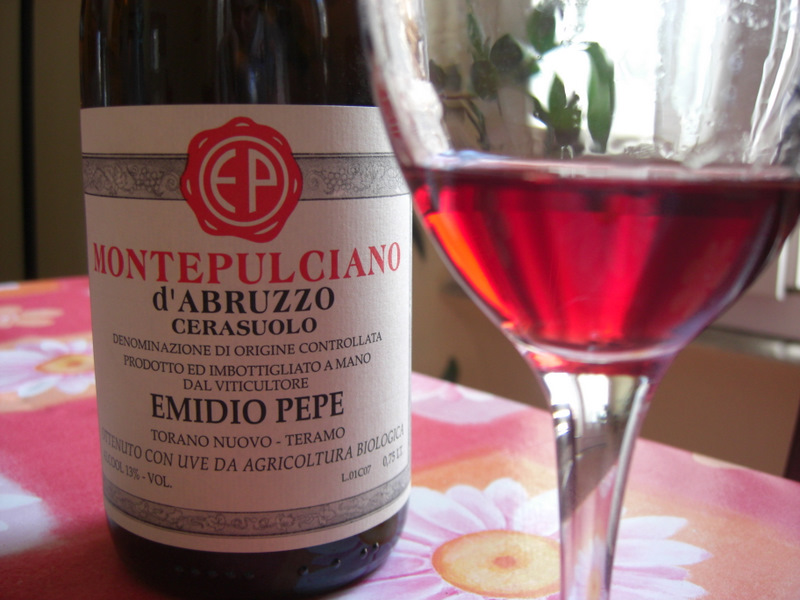
شراب چراسوئولو ساخته‌شده از انگور مونته‌پولچانو در ناحیهٔ آبروتزو

در منطقهٔ واله دائوستا، انگور بومی پرِمتا به دلیل پوست بسیار نازک و رنگدانهٔ اندک، حتی با خیساندن طولانی نیز تنها شرابی گُلی بسیار کم‌رنگ تولید می‌کند. به‌گفتهٔ جو باستینیش و دیوید لینچ، شراب‌های روساتو از انگور پرمتا در این منطقه میوه‌ای، با عطر توت‌فرنگی و طعمی دارچینی هستند.

#### چشم کبک (Occhio di Pernice)
در توسکانی، سنتی وجود دارد برای ساخت گونه‌ای شیرین از شراب روساتو با استفاده از سانجیُوِزه به‌جای انگور سفید معمول برای وین سانتو. این شراب اوکّیو دی پرنیچه (به‌معنای «چشم کبک») نام دارد و در مناطق کیانتی، کارمینیانو، مونته‌کارلو، کورتونا، بولگری و البا تولید می‌شود.

### آلمان، اتریش، سوئیس
در آلمان، چندین منطقه به‌خاطر سبک خاص خود در تولید شراب‌های گُلی (با نام آلمانی Roséwein یا Weißherbst) شناخته شده‌اند. وایس‌هِربست نوعی شراب گُلی آلمانی است که از یک نوع انگور خاص ساخته می‌شود و نام آن انگور باید روی برچسب شراب ذکر شود. روتلینگ (Rotling) به شرابی گفته می‌شود که یا از چند انگور قرمز یا ترکیبی از انگورهای سفید و قرمز تولید شده باشد. این عنوان برای سطوح تافلواین، لاندواین و QbA اجباری است، اما درج آن در شراب‌های سطح بالاتر پرادیکاتس‌واین اختیاری است.
در منطقهٔ بادن، شرابی خاص به نام بادیش روت‌گُلد از اشپیت‌بورگوندر (پینو نوآر) و رولاندر (پینو گری) ساخته می‌شود. طبق قوانین شراب آلمان، این شراب باید حداقل سطح QbA را داشته باشد. در درهٔ رِمس در منطقهٔ وورتمبرگ نیز شرابی سنتی به نام شیلرواین ساخته می‌شود که از فشردن و تخمیر هم‌زمان انگورهای قرمز و سفید به‌دست می‌آید. رنگ آن بسته به نوع انگورها می‌تواند از قرمز تیره تا صورتی روشن متغیر باشد.
در اتریش، منطقهٔ اشتایرمارک به خاطر شراب خاصی به نام شیلخر شناخته می‌شود که از انگور بومی بلائر ویلدباخر ساخته می‌شود و به‌خاطر طعم میوه‌ای و اسیدیتهٔ بالا مشهور است.
در شرق سوئیس، در نزدیکی مرز آلمان و اتریش، شرابی به‌نام Süssdruck از آب آزاد انگور پینو نوآر تولید می‌شود. این سبک در سوئیس به‌نام Oeil de perdrix (چشم کبک) شناخته می‌شود.

### شراب گُلی اسپانیایی (Rosado)

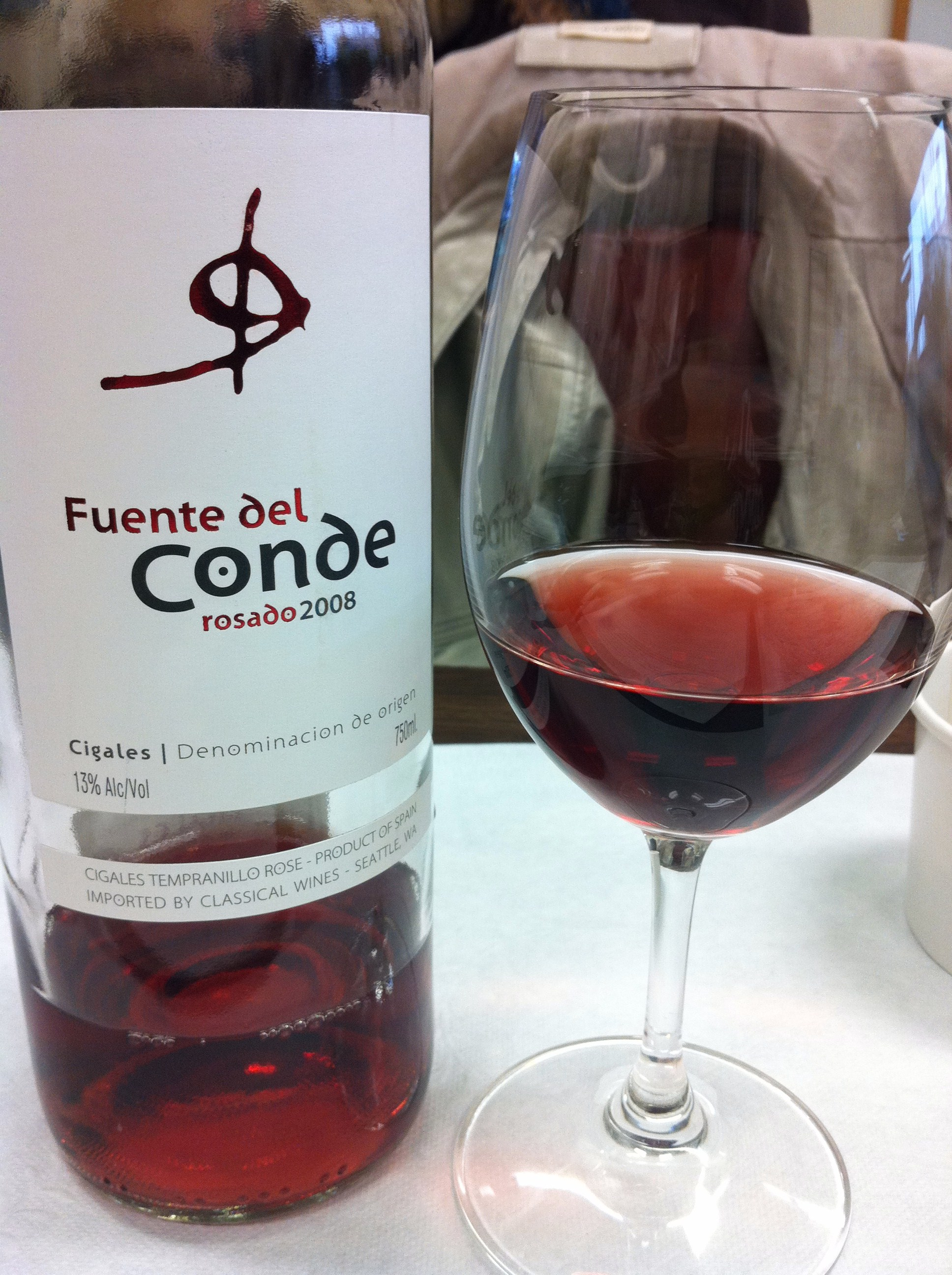
شراب روسادو از منطقهٔ سیگالس

در اسپانیا، شراب‌های گُلی با نام روسادو (Rosado) شناخته می‌شوند و در سراسر کشور تولید می‌گردند. مهم‌ترین منطقهٔ تولید، ناوارا در شمال ریوخا است. هنوز هم بیش از نیمی از تولید شراب ناوارا را شراب‌های روسادو تشکیل می‌دهند که بیشتر از انگور گارناچا (گراناش) تولید می‌شوند. سایر انگورهای مجاز در این منطقه شامل گراسیانو، تمپرانیو، کابرنه سووینیون، مرلو و کاریگنان هستند.
در مناطق آلیکانته و خومییا، روش ساخت شراب قرمز و روسادو تقریباً برعکس روش سنیه است. در این روش موسوم به دوبله پاستا (دو خمیر)، پوست انگور باقی‌مانده از تولید شراب گُلی به شراب قرمز افزوده می‌شود، مشابه با روش ریپاسو در ایتالیا. شراب روسادو به‌شیوهٔ معمول، سبک و میوه‌ای ساخته می‌شود، در حالی‌که شراب قرمز نهایی غلیظ‌تر و پررنگ‌تر است.
سایر مناطق اسپانیا که برای شراب‌های روسادو شناخته می‌شوند عبارت‌اند از اوتی‌یل-رکنا، یِکلا، چاکولی، سیگالس، تیرّا د لئون و ریبرا دل دوئرو.

### پرتغال
در سال ۱۹۴۲، شراب‌سازی از منطقهٔ وینیو ورده به نام فرناندو وان زلر گودش با الهام از محبوبیت شراب‌های گازدار سبک در پرتغال و برزیل، تصمیم گرفت شراب گُلی گازدار شیرینی برای بازارهای اروپایی و آمریکایی تولید کند. پس از پایان جنگ جهانی دوم، شراب ماتئوش (Mateus)، که به نام کاخ ماتئوش در ویلا رئال نام‌گذاری شد، به‌طور گسترده تولید و به فروش رسید. در دههٔ ۱۹۸۰، نسخه‌های سفید و قرمز این شراب بیش از ۴۰٪ کل صنعت شراب پرتغال را تشکیل می‌دادند. گرچه فروش ماتئوش بعدها کاهش یافت، این برند همچنان فعال است و در سال ۲۰۰۵ گونه‌ای شراب گُلی گازدار با انگور تمپرانیو معرفی کرد.
تاریخچهٔ شراب لنسرز (Lancers)، دیگر شراب گُلی گازدار معروف پرتغالی که پس از جنگ جهانی دوم پدیدار شد، مشابه ماتئوش است. خانوادهٔ شراب‌سازی خوزه ماریا دا فونسکا در ستوبال، پس از دریافت تقاضا از نیویورک برای شراب‌های جدید، در سال ۱۹۴۴ لنسرز را در ظرف‌های سفالی خاص روانهٔ بازار کرد. امروزه این شراب به‌طور کامل گازدار است و به‌جای بطری، در مخزن‌های بزرگ استیل و با روش شارما تخمیر می‌شود. در حالی‌که ماتئوش هنوز بیشتر در اروپا دیده می‌شود، لنسرز در بازار آمریکای شمالی باقی مانده است.

## شراب‌های گُلی جهان نو

### وایت زینفندل و «بلاش»
اگرچه در تاریخ شراب‌سازی آمریکا، شراب‌های گُلی به سبک اروپایی همواره وجود داشته‌اند، اما تا اواخر قرن بیستم نبود که «شراب‌های صورتی» به بخش مهمی از بازار شراب این کشور تبدیل شدند. در آنچه منتقدانی مانند جَنسیس رابینسون آن را یک «پیروزی بازاریابی» توصیف کرده‌اند، شراب‌ساز کالیفرنیایی باب تری‌نکرو از شرکت ساتر هوم توانست یک تخمیر متوقف‌شده در شراب زینفندل قرمز خود در سال ۱۹۷۲ را با ارائهٔ شرابی گُلی، کم‌رنگ‌تر و شیرین‌تر با عنوان «وایت زینفندل» نجات دهد. هرچند او نخستین کسی نبود که زینفندل را به‌شکل شراب گُلی عرضه می‌کرد، اما نخستین کسی بود که آن را به‌شکل جدی به‌عنوان یک سبک جدید بازاریابی کرد. در نتیجه، فروش «وایت زین» در ساتر هوم از ۲۵٬۰۰۰ جعبه در سال ۱۹۸۰ به بیش از ۱٫۵ میلیون جعبه در سال ۱۹۸۶ رسید. این شراب آن‌قدر محبوب شد که حتی موجب حفظ تاکستان‌های قدیمی زینفندل شد که در معرض نابودی و جایگزینی با انگورهای «بازارپسندتر» جهانی بودند، و حتی باعث شد تاک‌های جدیدی نیز کاشته شوند.
واژهٔ «بلاش» (Blush) نیز در دههٔ ۱۹۷۰ شکل گرفت، زمانی‌که نویسندهٔ شراب جری مید از کارخانهٔ میل کریک در شهرستان سونُما بازدید کرد و شرابی صورتی‌رنگ و کم‌رنگ که از کابرنه سووینیون تولید شده بود را چشید. شراب‌ساز قصد داشت آن را «وایت کابرنه» بنامد، اما مید پیشنهاد واژهٔ «بلاش» را داد. با این‌حال، در دههٔ ۱۹۸۰، شراب‌های سفید در آمریکا بسیار محبوب بودند و تولیدکنندگان شراب‌های شیرین سبک بلاش، برای جلب مشتری، نام‌هایی مانند «وایت زینفندل»، «کابرنه بلان»، «وایت مرلو» و... را روی برچسب‌ها درج کردند. این سبک از شراب‌های شیرین بلاش تا پایان قرن بیستم در میان مصرف‌کنندگان آمریکایی بسیار محبوب بود، اما با آغاز قرن ۲۱، سهم بازارشان کاهش یافت و از ۲۲٪ از کل شراب‌های مصرفی در آمریکا در سال ۱۹۹۷ به ۱۵٪ در سال ۲۰۰۳ رسید.
امروزه، شراب‌های وایت زینفندل بخشی از دستهٔ «شراب‌های بلاش» محسوب می‌شوند؛ شراب‌هایی صورتی‌رنگ، شیرین و کم‌رنگ که اغلب دارای مقدار بسیار کمی گاز هستند تا تعادلی از اسیدیته و «شادابی» به شراب ببخشند. در بسیاری از موارد، شراب‌سازان برای افزودن رایحه‌های میوه‌ای به شراب، آن را با انگورهای معطر مانند ریسلینگ، گِوورْتس‌ترامینر و موسکات ترکیب می‌کنند.

### شراب‌های گُلی لانگ آیلند
از اوایل دههٔ ۱۹۹۰، منطقهٔ لانگ آیلند در نیویورک، به‌عنوان یکی از تولیدکنندگان شراب‌های گُلی شناخته شده که اغلب شراب‌هایی خشک به سبک شراب‌سازان جنوب فرانسه تولید می‌کند. در بخش شرقی لانگ آیلند، بیش از ۶۰ تاکستان و کارخانهٔ شراب‌سازی وجود دارد که طیف گسترده‌ای از شراب‌های گُلی تولید می‌کنند.